# Jacksonena delicata
Jacksonena delicata är en snäckart som först beskrevs av Hedley 1912.  Jacksonena delicata ingår i släktet Jacksonena och familjen Camaenidae. IUCN kategoriserar arten globalt som nära hotad. Inga underarter finns listade i Catalogue of Life.